# Ligue nationale contre l'athéisme
La Ligue nationale contre l'athéisme est une association française fondée en 1886 et active jusqu'au début du XXe siècle.

## Histoire
| |  |  |
| Les présidents successifs de la Ligue nationale contre l'athéisme : Adolphe Franck, Arthur Desjardins et Anatole Leroy-Beaulieu. |  |  |

Au cours des années 1880, les mesures de laïcisation adoptées par les républicains dans le sillage du positiviste Jules Ferry, l'anticléricalisme affiché par les radicaux ainsi que l'essor de la pensée matérialiste, notamment très présente dans le mouvement socialiste émergent, font craindre à certains Français la perspective d'une société sans Dieu. Cette réaction n'est pas que le fait des défenseurs cléricaux des traditions et des intérêts de l’Église catholique, mais également de certains intellectuels spiritualistes.
C'est à cette dernière catégorie qu'appartiennent les philosophes Adolphe Franck et Charles Waddington, qui créent la Ligue nationale contre l'athéisme au printemps 1886 et en prennent respectivement la présidence et la vice-présidence avec l'aide du représentant de commerce et publiciste F. Martin-Ginouvier, qui en assure la direction. Membre depuis 1886, l'homme d’État Jules Simon, qui s'est opposé aux lois de laïcisation lors de leur passage au Sénat, est nommé président d'honneur en 1889. La même année, il se voit également décerner la présidence honoraire de la Ligue populaire pour le repos du dimanche en France,. 
La Ligue nationale contre l'athéisme, dont le siège est alors situé au no31 de la rue de Richelieu, se dote d'un organe de presse avec La Paix sociale, un hebdomadaire qui paraît entre juin 1888 et 1890.
Constituée de protestants, de juifs, de catholiques et de déistes issus des milieux académiques, du monde politique et du barreau, la ligue se donne pour but de combattre l'athéisme et tous les systèmes qui sont supposés y conduire, tels que « l'évolutionnisme, le pessimisme, le déterminisme, le positivisme, le matérialisme [et] la morale indépendante, c'est-à-dire la morale sans Dieu ». Son action consiste essentiellement en l'organisation de conférences dont les textes sont ensuite publiés sous forme de brochures. Dans les années 1890, une part importante de ses membres adhère également à la Ligue populaire pour le repos du dimanche en France ainsi qu'à une ligue de vertu, la Société centrale de protestation contre la licence des rues.
Après la mort de Franck en 1893, la présidence de la ligue est confiée à un autre membre de l'Institut, le magistrat Arthur Desjardins. Quand ce dernier meurt à son tour en 1901, il est remplacé par l'essayiste Anatole Leroy-Beaulieu, également membre de l'Institut.
En 1905, quelques semaines avant la séparation des Églises et de l’État, Leroy-Beaulieu adresse à plusieurs journaux un communiqué critiquant sévèrement le programme du congrès parisien de la libre-pensée. Cette protestation publique, à laquelle répond Ferdinand Buisson, est l'un des derniers signes d'activité de la ligue.

## Conférenciers et membres notables
- Émile Amélineau[15]
- Georges Berry[16]
- César Caire[15]
- Denys Cochin[15]
- Léon Crouslé[15]
- Arthur Desjardins (président)[15]
- Théophile Desdouits[15]
- Louis Duval-Arnould[15]
- Camille Flammarion[3]
- Adolphe Franck (président fondateur)[15]
- Armand Gautier[15]
- Henry Joly (vice-président)[15]
- Clément Juglar[15]
- Anatole Leroy-Beaulieu (président)
- Hyacinthe Loyson[10]
- Émile de Marcère[2]
- Fernand Nicolaÿ[15]
- Paul Nourrisson[15]
- Frédéric Passy[3],[15]
- Louis Petit de Julleville[15]
- Pierre II du Brésil (membre honoraire)[7]
- Edmond de Pressensé[3]
- Léon de Rosny[15]
- Edmond Rousse (vice-président)[4]
- Jules Simon (président d'honneur)[4]
- Tcheng-Ki-Tong (membre honoraire)[2]
- Ludovic Trarieux[15]
- Étienne Vacherot[3]
- Louis Vivien de Saint-Martin (président honoraire)[17]
- Charles Waddington (vice-président fondateur)[15]